# Cameron Perkins
Pour les articles homonymes, voir Perkins.
 (juin 2017).
Cameron Perkins (né le 27 septembre 1990 à Indianapolis, Indiana, États-Unis) est un joueur de champ extérieur des Phillies de Philadelphie de la Ligue majeure de baseball.

## Carrière
Cameron Perkins est repêché par les Mariners de Seattle au 43e tour de sélection en 2009 mais il ne signe pas avec le club et joint plutôt les Boilermakers de l'université Purdue. Il signe son premier contrat professionnel avec les Phillies de Philadelphie, qui le réclament au 6e tour de sélection du repêchage amateur de 2012. Perkins est joueur de troisième but à l'université Purdue mais partage son temps entre ce poste et celui de joueur de premier but à sa première année professionnelle dans les ligues mineures en 2012, avant de patrouiller les trois positions du champ extérieur à partir de 2013.
Perkins fait ses débuts dans le baseball majeur avec Philadelphie le 20 juin 2017 comme frappeur suppléant dans un match des Phillies face aux Cardinals de Saint-Louis.